# Charles Périn
Charles Henri Xavier Périn (Mons, Reino Unido de los Países Bajos, 29 de agosto de 1815; 4 de abril de 1905) fue un abogado, economista y tratadista social belga, quien en 1905 adelantó la idea de propiedad cristiana en la riqueza moderada como objetivos de las clases medias.

## Biografía
Descendiente de un oficial francés Jean Périn de la Taille, establecida en la localidad valona de Marche-en-Famenne en la época de Luis XIV. Su hijo, que era un concejal, tuvo varios hijos uno los cuales fue consejero áulico, es decir, miembro del consejo ejecutivo-judicial del Sacro Imperio Romano Germánico, pasando al servicio del Imperio Austriaco, siendo recompensado con el título de barón de Gradenstein. El otro se traslada a Alemania tras la ocupación de Mons por los ejércitos republicanos franceses. Criado en el seno de una familia antirrevolucionaria y religiosa, bien reflejado en su lema: Ex recto decus, « El honor de la justicia ».
En 1848 contrajo matrimonio con Elise Sabine Dubois y en 1852 nace su hija Marie Périn.

## Formación
Tras finalizar sus estudios de humanidades en Mons, acude a la Facultad de Derecho de la Universidad Católica de Lovaina alcanzando el grado académico de Doctor en Leyes. Durante estos años influye en su pensamiento el conde Charles de Coux, el primer catedrático de economía política en la Universidad católica de Malinas, con quien profesó una amistad duradera. Tanto por su conexión a De Coux como por su larga carrera editorial, casi cincuenta años, le sitúa en la primera generación de los católicos sociales de mediados del siglo XIX, así como de los pensadores posteriores de final del siglo.

## Su vida
Durante un breve período de tiempo ejerció como abogado en Bruselas ya que fue llamado a Lovaina para enseñar Derecho público, rama que regulaba entonces la economía política. Ocupa la cátedra que deja vacante Charles de Coux cuando regresa a París para dirigir el diario católico L'Univers del editor Louis Veuillot, órgano del ultramontanismo francés. Término utilizado para referirse al tipo de Estado católico anterior a la revolución, frontalmente opuesto al nuevo Estado laico totalmente separado de la Iglesia católica y con plena libertad de conciencia y de culto, que emergió de la Revolución francesa.
Su carrera académica concluye en 1887 cuando presenta su renuncia en el contexto de la pugna entre el nuevo gobierno liberal de Bélgica y las fuerzas católicas conservadoras.
Prueba de su interés por los acontecimientos sociales acaecidos en la vecina República  Francesa fue su actividad como o corresponsal del Instituto de Francia (Correspondant de l’Institute de France), tras su retiro.
Colaborador de la Revue Catholique des instituciones et du droit y vicepresidente del Congreso de jurisconsultos católicos celebrado en Dijon en 1884.

## Su obra
En 1861 publica De la riqueza en las sociedades cristianas, obra que le dio reputación internacional tras las traducciones a los idiomas alemán, italiano, español y húngaro.
Toda su obra se caracteriza por no haber disociado nunca la vertientes moral, social, económica y política. Su catolicismo social abarca un espacio situado entre el liberalismo "sensual" (tal vez diríamos hoy "consumista ") y el socialismo materialista de Ferdinand Lassalle y Karl Marx.
Otros trabajos son:
- Les économistes, les socialistes, et le Christianisme (1849);
- Les libertés populaires (1871);
- Les lois de la société chrétienne (1875);
- Le socialisme chrétien (1879);
- Les doctrines économiques depuis un siècle (1880);
- Le patron: Sa fonction, ses devoirs, ses responsabilités (1886);
- L’Ordre international (1888);
- Premiers principes d’économie politique (1895).

## Escuela
El pensamiento de Périn influyó en la Escuela de Angers, del obispo Charles-Émile Freppel, de varias maneras. La más importante fue la noción general de articular una "economía cristiana" aplicable en la sociedad moderna para conseguir su bienestar moral. Se centró en la virtud del sacrificio o abnegación como una clave para la prosperidad económica y, al igual que otros correligionarios contemporáneos suyos, hizo hincapié en el papel de la caridad cristiana.
La doctrina de Périn es liberal en cuanto a la economía, ya que estaba a favor de muchos aspectos de la formulación clásica de Adam Smith y de John Stuart Mill, pero su concepción de la economía tendrá como referente un elemento moral, lo que le permitió ofrecer una crítica de la economía liberal. Esta crítica también fue adoptada por otros miembros de la Escuela de Angers, a pesar la percepción general de una escuela liberal en economía.